# 普哈丁墓
普哈丁墓，又稱筛海墓、回回堂、巴巴窯，是全國重點文物保護單位之一，位於中國江蘇省揚州市廣陵區。普哈丁墓佔地10,000平方米，建築主體分為墓園和清真寺兩大部分，另設有附屬園林。墓園葬有南宋末年來華傳教的伊斯兰教先知穆罕默德十六世裔孙普哈丁，以及其他穆斯林或回族人，例如明朝和清朝期間的揚州知名阿訇。園林原本是1984年建成的東郊公園，在1987年11月劃為墓園的附屬園林。普哈丁墓在1957年列為江蘇省文物保護單位，曾因故取消，後在1982年重新列入，其後在2005年成為全國重點文物保護單位。2012年11月，普哈丁墓列入海上絲綢之路申報為世界文化遺產的遺產點之一；普哈丁墓申報世界遺產的準備工作在2015年完成，並在2016年送交世界遺產委員會審議。
普哈丁墓是中國唯一一座安葬了穆罕默德後裔的墓园，也是研究中国伊斯兰教早期歷史、中西交通史以及回族歷史的重要古迹。

## 歷史

### 歷代的入葬
普哈丁（又譯补哈丁、补好丁）相传是伊斯兰教先知穆罕默德的十六世裔孙，在南宋末年来到江蘇揚州傳教，在當地救濟貧弱，並興修仙鶴寺，受到官方和百姓的支持，在德佑元年（1275年）去世。广陵郡郡守元广恩遵照普哈丁的遗嘱，把他葬於此地；出於尊长敬贤的傳統，扬州百姓为普哈丁墓修築石墓塔、墓碑、墓亭，並種植树木。

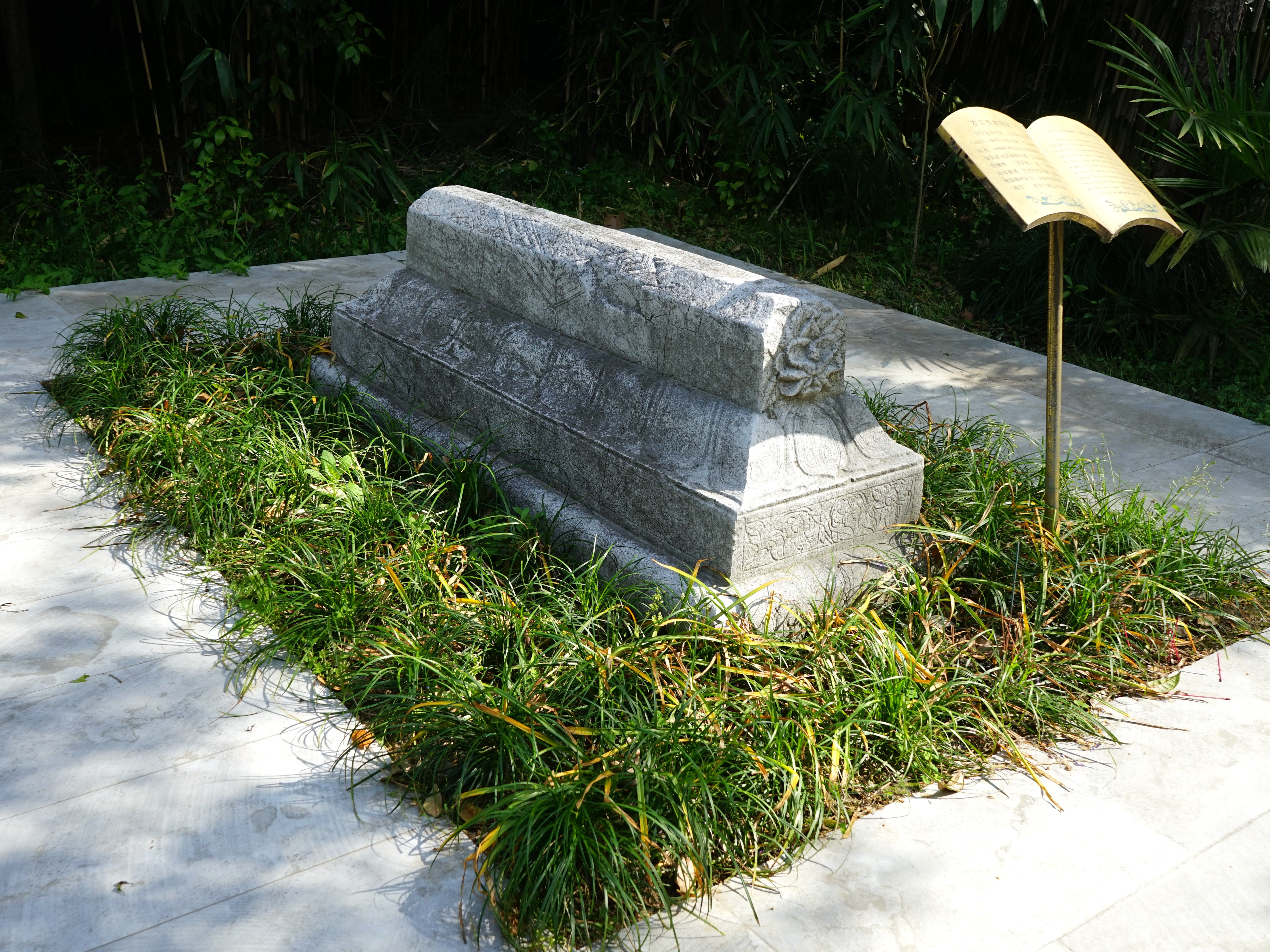
左宝贵衣冠冢

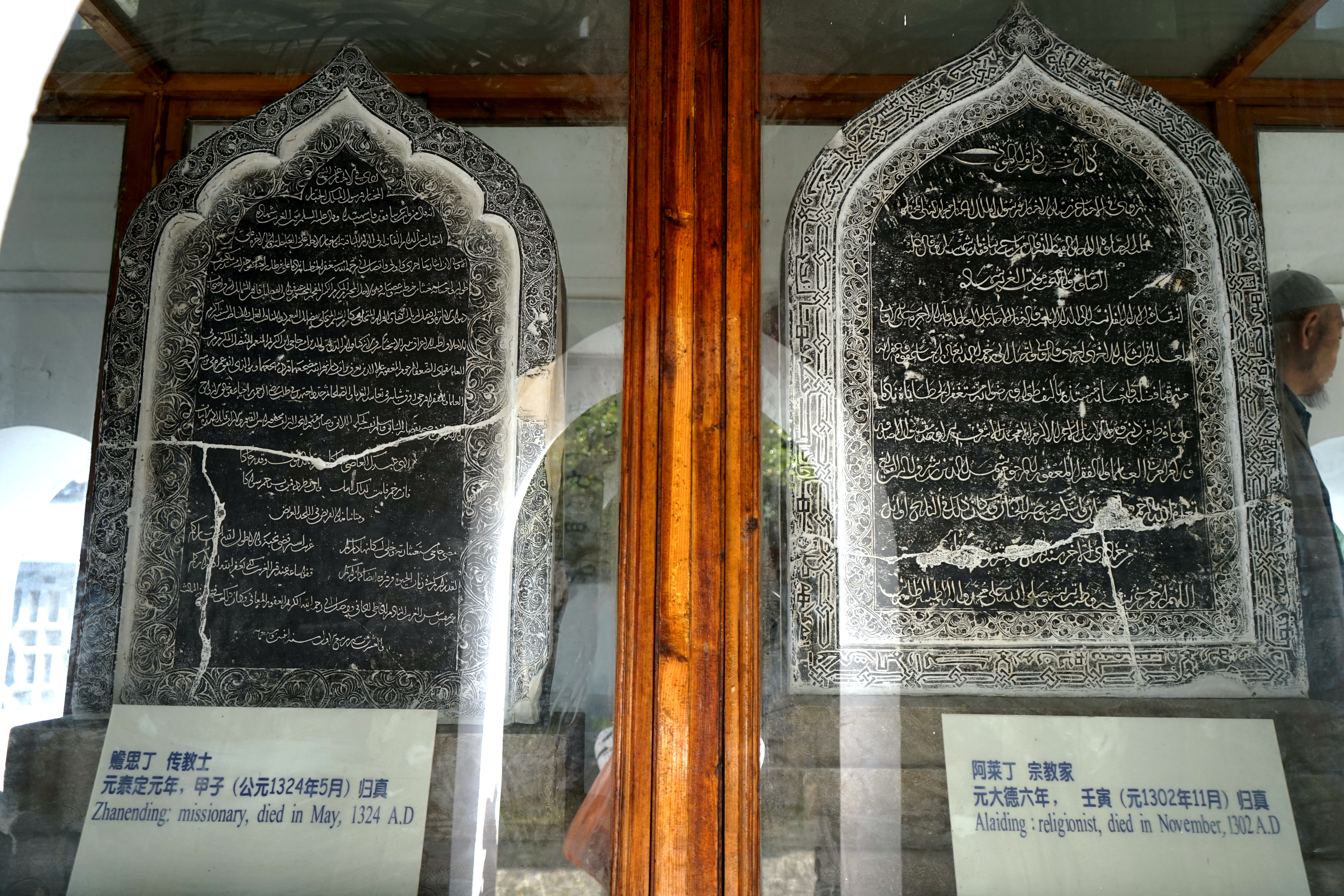
赡思丁、阿莱丁墓碑

除了普哈丁外，普哈丁墓也安葬了其他穆斯林或回族人。南宋的撒敢达，以及明朝的马哈谟得、展马陆丁、法纳，均是來揚州傳播伊斯蘭教、並葬於普哈丁墓的阿拉伯人。普哈丁墓的东南侧葬有明朝回族將領张炘，他是抵抗倭寇時陣亡的淮扬参将；张炘墓盖的东側面是其家眷的墓葬，一說為夫人，一說為孙，一說為早夭孙女。明朝西安盐商王鉴和明朝商人杨氏亦葬於此。普哈丁墓有清朝回族將領左宝贵的祠堂和衣冠冢，他不分民族地行善除奸，後在中日甲午战争的平壤之戰陣亡，其祠堂和衣冠冢是扬州官府因应穆斯林群情而建立的。此墓還設有明清兩代扬州穆斯林和知名阿訇的墓葬。普哈丁墓西北部有四座元朝阿拉伯人墓碑亭，這些墓碑在1927年出土於扬州城南，1960年移至現址，四位墓主分別是伊斯兰教育家捏古伯、宗教法官阿莱丁、女慈善家阿伊莎、传教士赡思丁。

### 古代的修葺
在明朝永乐年間，明成祖將普哈丁墓尊为国宝，下诏加以保护。在明末清初，海盜郑国信以為普哈丁墓有宝物陪葬，便前往盜墓；传说，在海盗盜墓期間，墓中突然湧出了火光，令海盗們死伤枕藉，但整座墓葬只剩下礼拜堂未有付之一炬。到了清朝，穆斯林先後在雍正四年（1726年）、乾隆四十一年（1776年）、道光二十五年（1845年）及光绪二十六年（1900年）捐款修葺普哈丁墓，並在墓的西南方增建一座清真寺；光绪三十四年，普哈丁墓墓亭嵌上了「先贤历史记略碑」，記述普哈丁传教的情况。此墓的现存建筑大多是清朝留存至今。

### 現代的保護與發展
1947年3月，中国回教协会江都县支会理事长刘彬如在普哈丁墓留下「保墓造林」的題字，意指尊重少数民族的风俗、保护中國回民的墓地，同時重视环保和绿化。

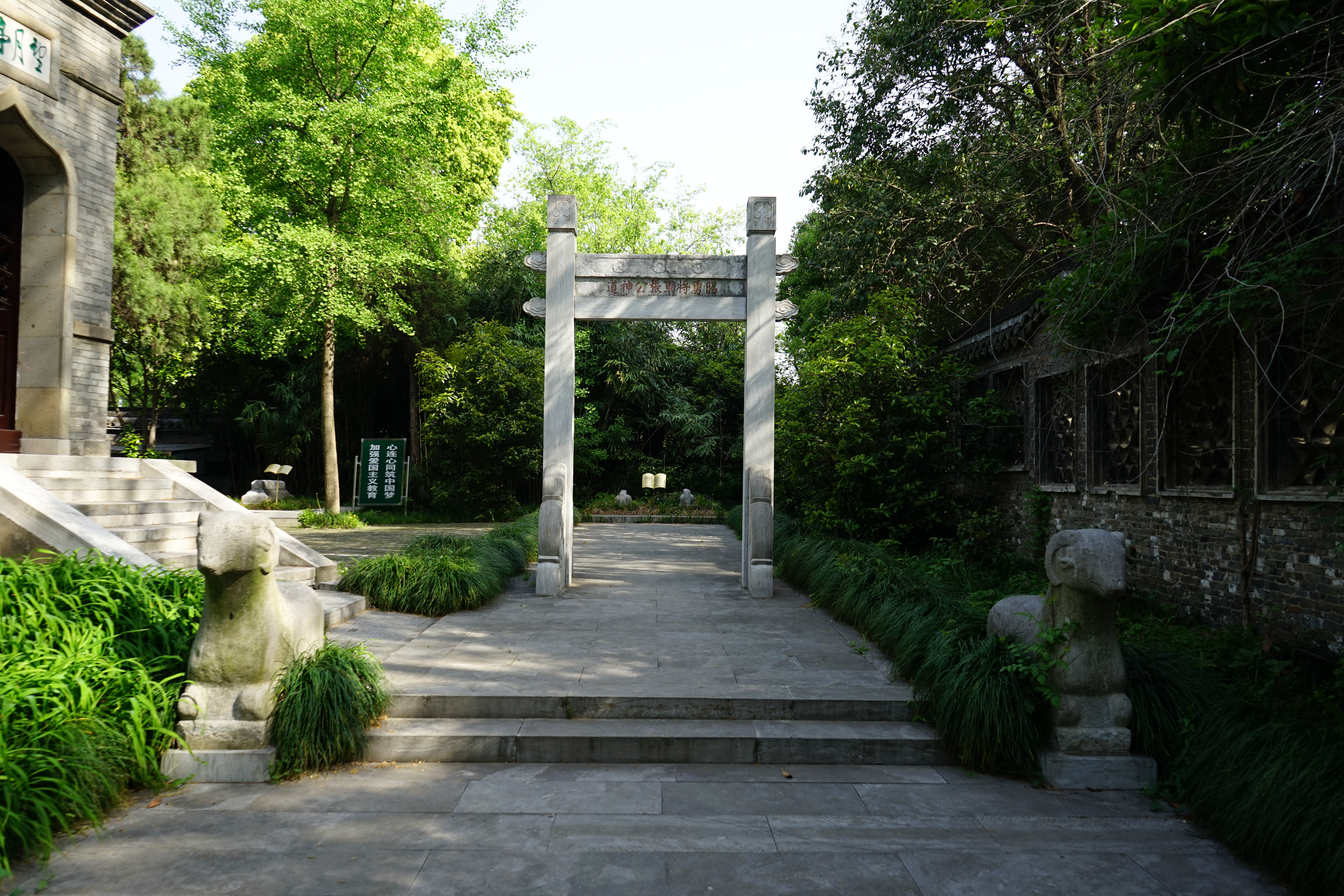
张忻墓

1957年，普哈丁墓列入江苏省文物保护单位。在1960年代的文化大革命期間，普哈丁墓遭受破壞，設於张忻墓蓋周邊的四对石羊被人搬走，其中兩對先後移至扬州红园花鸟市场和扬州双博馆，一對流落至瘦西湖、後移回墓園，一對不知去向。文化大革命後，普哈丁墓在1982年3月重新列为江苏省文物保护单位。此後，從1983年至1985年之間，江苏省人民政府和揚州市人民政府合共拨款17.4万元人民幣，為普哈丁墓的墓园、墓亭和清真寺进行大修，又在墓园内增建望月亭。1986年12月，英国前任首相、時任下議院议员詹姆斯·卡拉漢訪華，期間瞻仰了普哈丁墓。1987年11月，扬州市人民政府把普哈丁墓與1984年建成的东郊公园一并交予扬州市伊斯兰教协会管理，而东郊公园其後成為了墓园的附属园林。

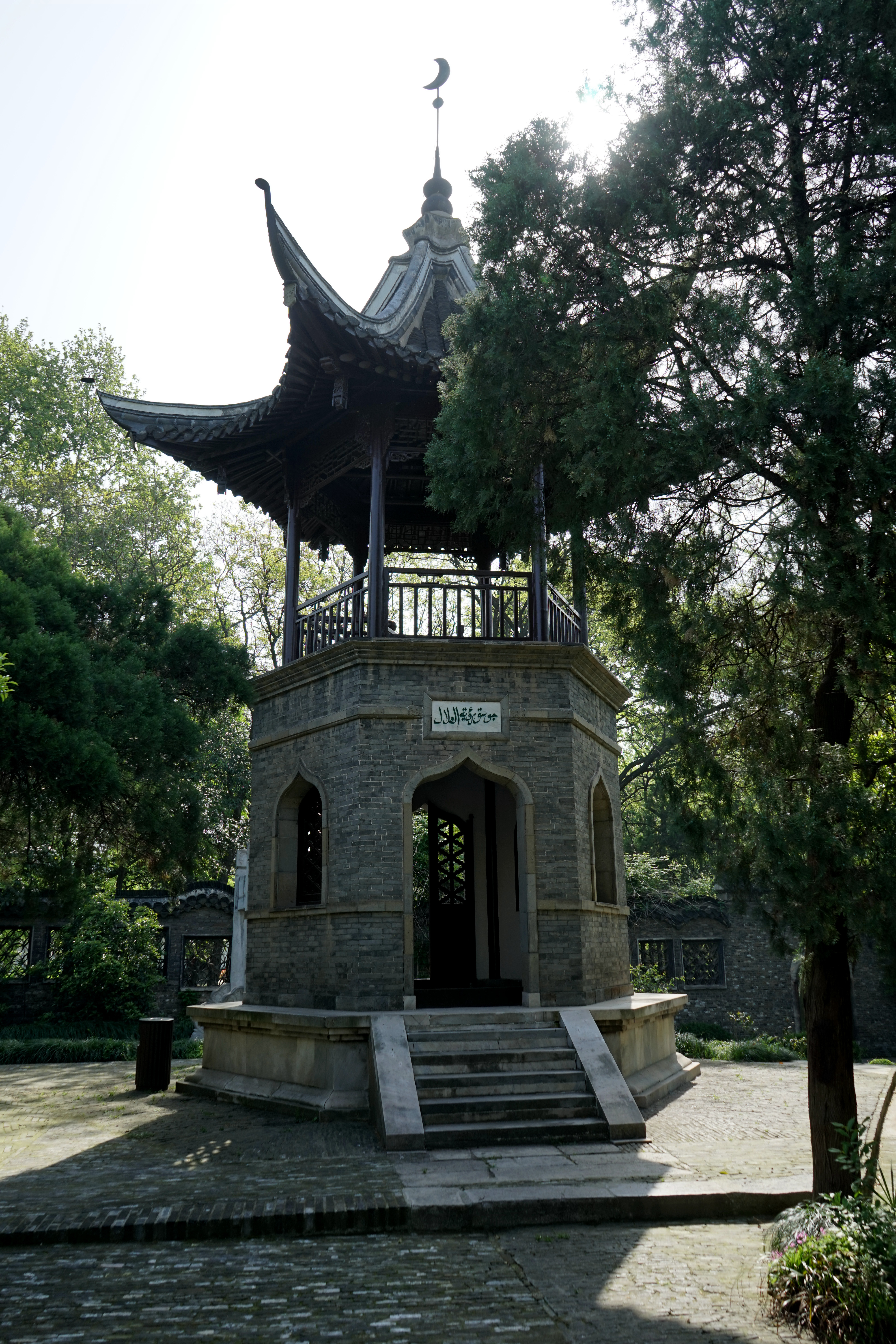
望月亭

2005年，普哈丁墓列入了第五批全国重点文物保护单位。2012年11月，普哈丁墓列入海上丝绸之路申报為世界文化遗产的遗产点之一。為此，普哈丁墓進行了修缮工程，拆除破旧的办公用房，增設展示馆、书画馆、图书馆、景观喷泉、楼台亭阁等設施，改善园林的道路和环境，又計劃建設伊斯兰文化馆。普哈丁墓申报世界遗产的準备工作在2015年完成，並在2016年送交世界遺產委員會审议。

## 建築和結構

### 建築主體

#### 整體佈局
普哈丁墓佔地10,000平方米，建筑面积為800米，建築主體分為墓園和清真寺兩大部分。拱門上的门额題寫了「西域普哈丁先贤之墓」的石刻字樣，進門後的右方是清真寺部分，而朝東拾级而上則可到達墓園部分。石阶两旁的石栏上有雕有狮子戏球、鯉躍龍門等浮雕圖案。

#### 墓園

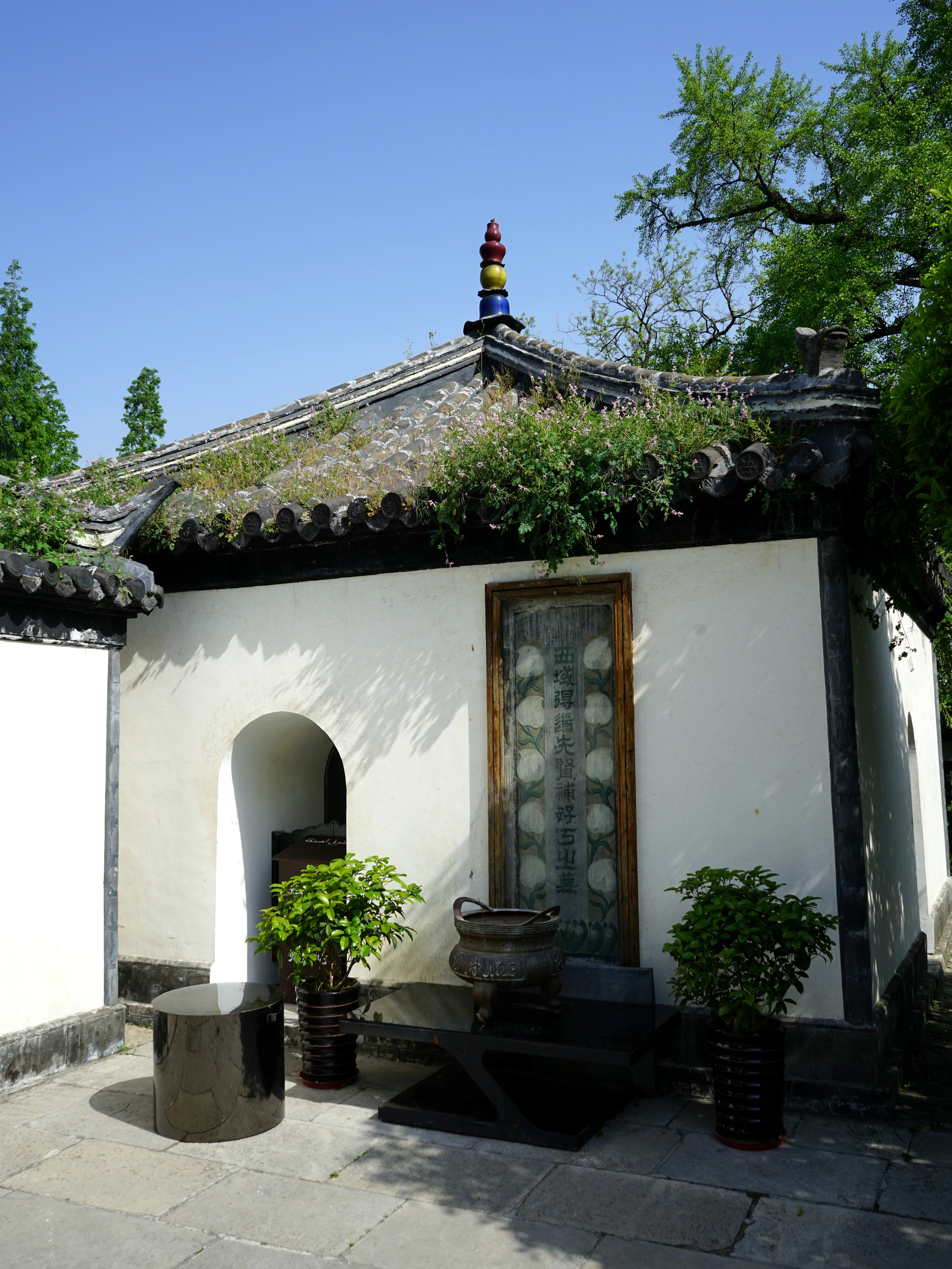
普哈丁墓窑

墓園坐東朝西，揉合了中國傳統建築、扬州建筑和伊斯蘭建築的風格，同時具有伊斯兰教宗教气氛、以具中国地方建筑特色，佈局為庭院式，多採用砖木結構。墓園门额有「天方矩矱」的字樣（意指墓園與麦加天房近在咫尺）。
普哈丁墓窑呈方形，每边阔5.9米，四面設有拱门，窑内有砖拱弯顶，窑的四角採用疊澀形式，内壁和外墙均塗上了白色；从上述的形式、构造和色彩三方面可見，墓窑具有典型的阿拉伯建筑风貌。同時，砖拱弯顶上方採用了中國傳統的筒瓦，屋頂呈四角攒顶、饰有葫芦瓷顶，外觀類似亭式；這反映中國的建筑工匠能吸收外来经验，創作出建筑風格交融的作品。墓窑四角嵌上了兽头和龙纹，這種設計雖然與伊斯兰教反對拜偶像的教義有衝突，禁止在伊斯兰建筑使用，但因受制於當時的社會風俗而必須使用龙的形象。墓窑中央是普哈丁的墳墓，正中懸掛着書有阿拉伯文清真言的匾額，南门的东壁上嵌上了镌有「西域得道先贤补好丁之墓」竖碑字樣的桃形图案竖碑；地面有五层矩形塔式墓盖顶石，每层平面雕上牡丹纹饰、立面刻有缠枝草和如意花纹，第三层的立面有阿拉伯文《古兰经》经文的庫法體阳刻。

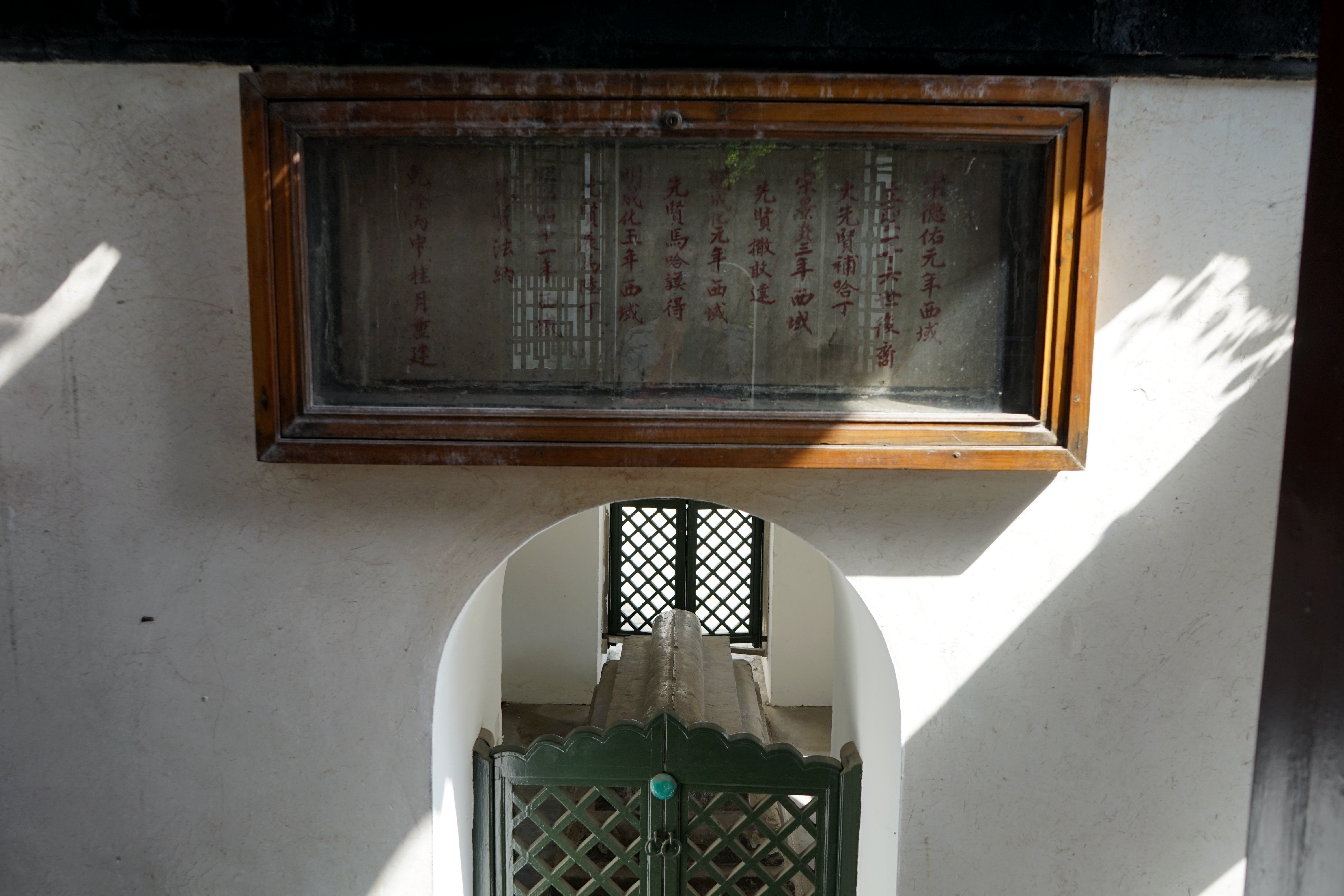
普哈丁墓重建石碑

除了普哈丁墓外，墓园還有數座墓亭、兩块墓碑和30座墓塔，這些墓亭屬於其他被譽為先贤的穆斯林，形式和结构類近於普哈丁的墓窑，但体积较小；其中，南面亭的两壁上嵌上了光绪二十六年設立的「重修先贤普哈丁墓」石碑。1984年建立的西北碑亭內藏有四塊元朝阿拉伯人墓碑，置於碑亭中央，碑身周边上有纹饰，碑文載有墓主資料、《古兰经》章节、伊斯兰教格言、颂词和祷文。

#### 清真寺

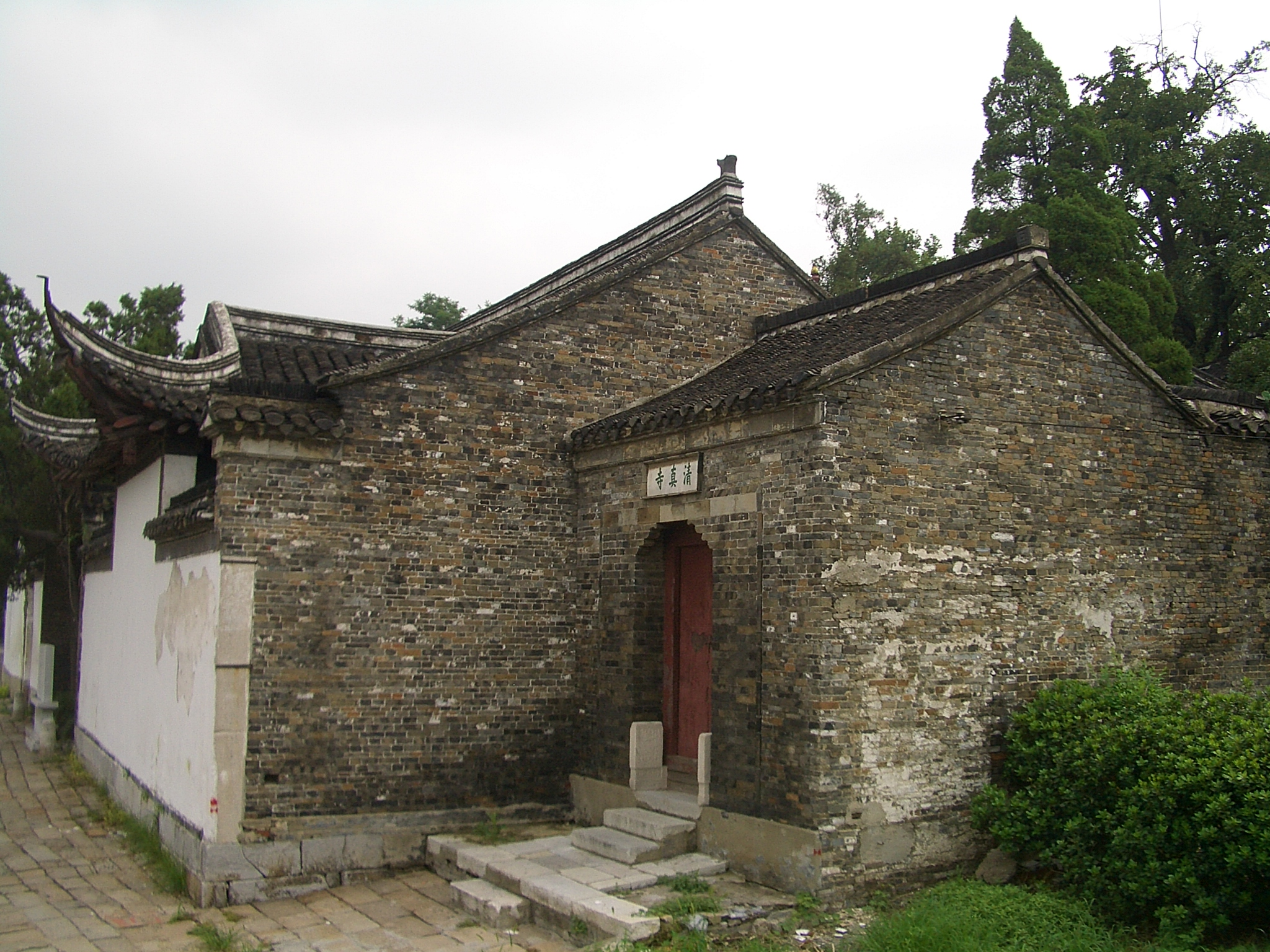
普哈丁墓附設的清真寺

進入墓园後，南面就是普哈丁墓附設的清真寺。清真寺內設有禮拜殿和水房，禮拜殿有寫上阿拉伯文《可兰经》经文的拱门，水房則用作穆斯林禮拜前小淨或大淨之用。普哈丁墓還設有女穆斯林讲经堂和望月亭；其中，望月亭建於1980年代，為樓高两层的六角亭，内径長3.8米，朝向西面，用於宗教用途。

### 附屬園林
普哈丁墓設有附屬園林，原名為东郊公园，位於墓园东面。園林充分地利用了原有的地形、地貌和树林，與墓地互相结合、融为一体。

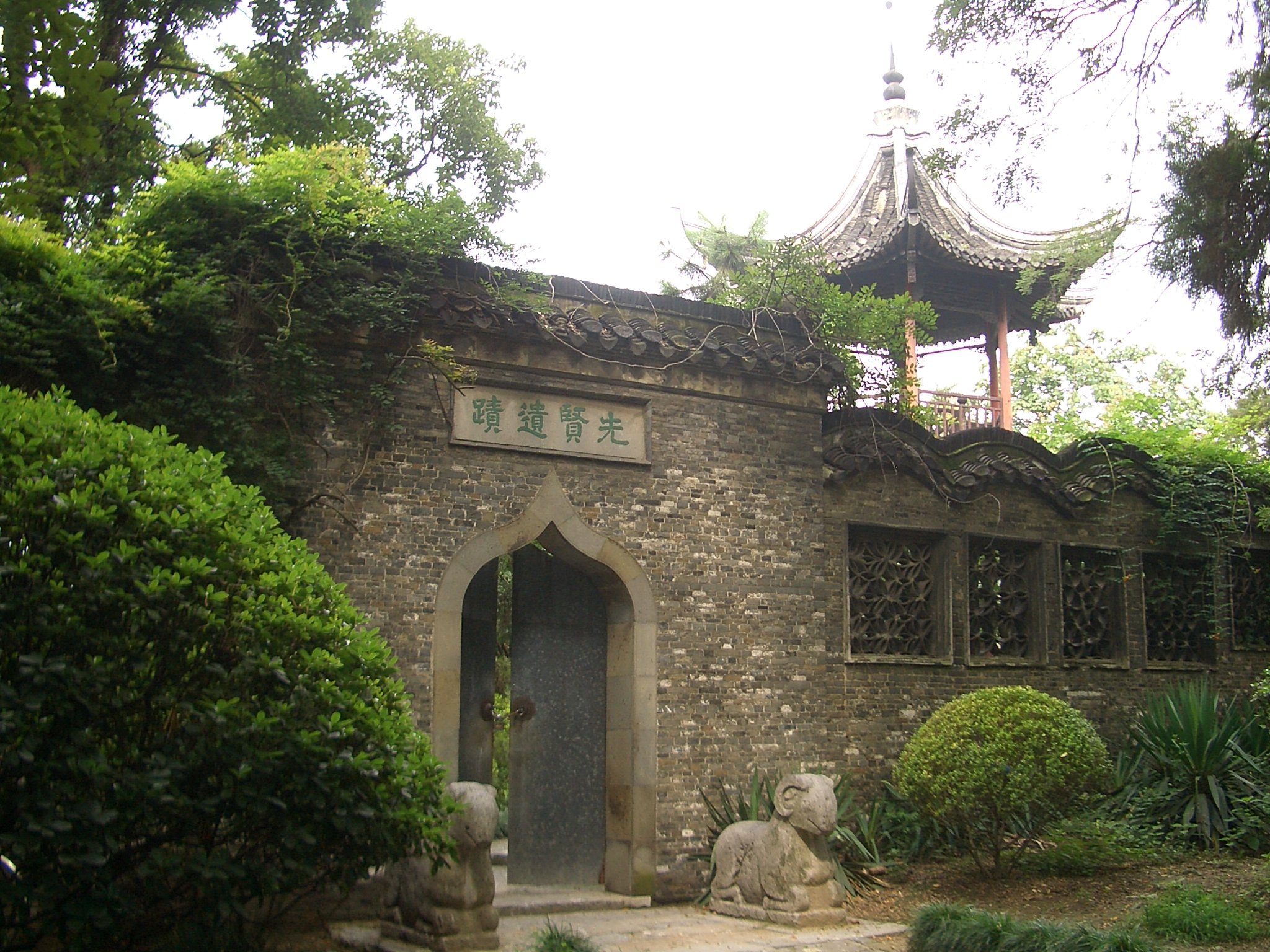
「先贤遗迹」石额

通往园林的門上有「先贤遗迹」石额。园门由古典门柱组成，上有秋叶纹浮雕，门柱两侧围上了花墙；门為铁栅门，地面為冰裂纹石板。遊人一從园门進入，就會看見以树林为背景的湖石景觀；再向北方步行，可以看到繁密茂盛的树林景色、以及一座為處林间的方亭。經過方亭後便來到池水，附近有一些山丘；山丘尽端有五所接待室，三所用作接待嘉宾、两所用作管理，屋頂皆採用板瓦鋪成的硬山頂，前方的地面同為冰裂纹石板。
水池岸種了相间的桃樹和柳樹，池东栽池杉、池西植紫叶李，山丘上種有紫薇和月季，接待室西面則栽種了枫杨、银杏和花灌木。

## 文化意義

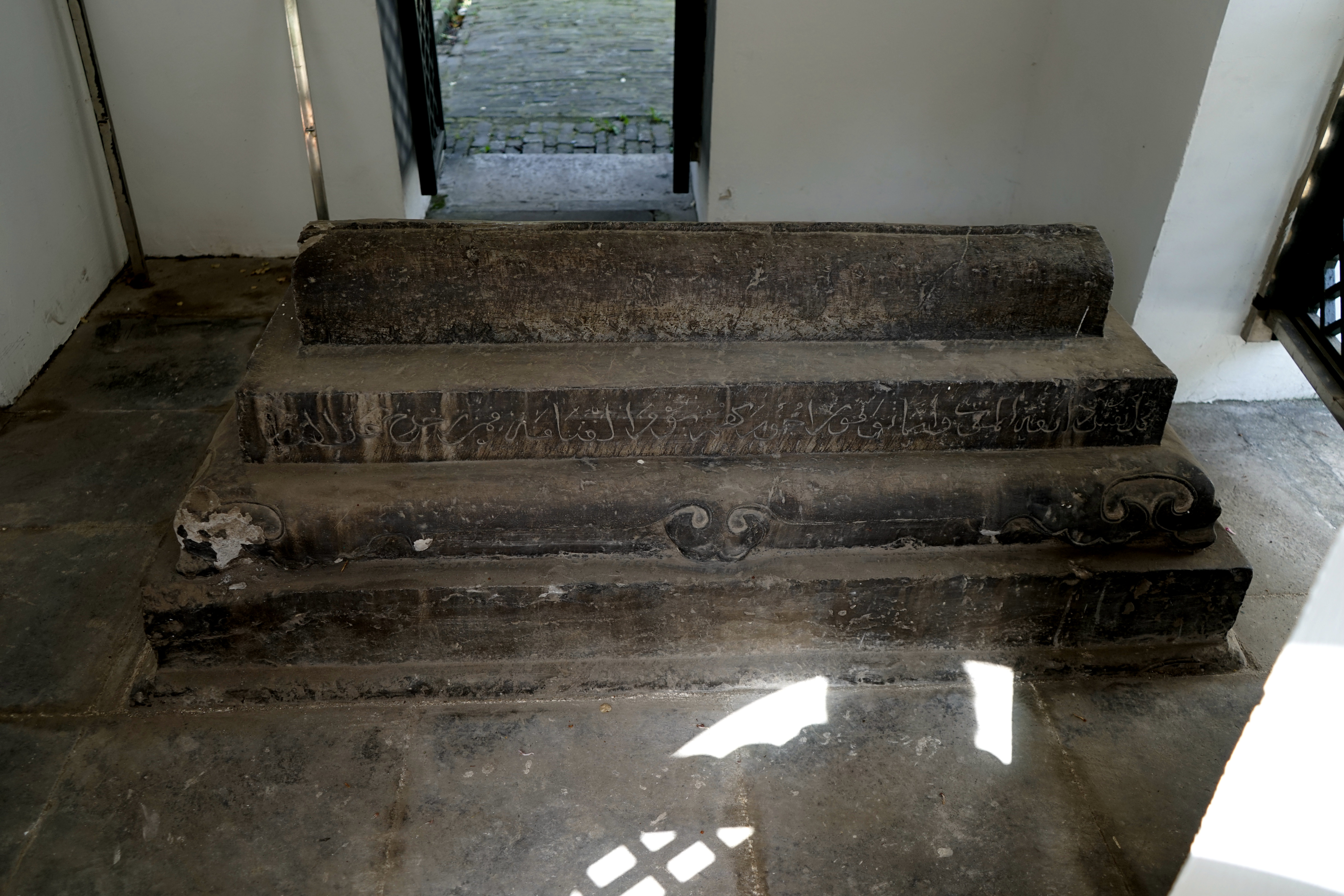
法纳墓

普哈丁在穆斯林之間有崇高的威望，而且其墓是中國唯一一座安葬了穆罕默德後裔的墓园，因此普哈丁墓被穆斯林視為先贤墓和圣地。此外，由於普哈丁墓安葬了历代有名望的穆斯林，此墓又被稱為「回回堂」和「巴巴窑」（「巴巴」解作有德望的穆斯林）。
普哈丁墓被形容為「伊斯兰文化博物馆」，是研究中国伊斯兰教早期歷史、中西交通史以及回族歷史的重要古迹。普哈丁园內藏有《扬州先贤墓考略》和《先贤历史记略》兩篇文献，提供详实丰富的文献和实物史料，有利後世研究伊斯兰教在南宋以後的對華傳播。普哈丁墓的文化價值也包括记载扬州历史发展、社会发展、文化思想变迁，因為墓主們在扬州的發展历史、商业贸易和文化交流上扮演了重要角色，而墓园包含的文物和故事均反映了扬州的社会、经济、制度、技术、艺术、民俗等層面。